# District de Markham
Le district de Markham est un district de la Province de Morobe en Papouasie-Nouvelle-Guinée. Sa capitale est Kaiapit. La population du district était de 49074 personnes au recensement de 2000.